# Everything But the Truth
Pour plus de détails, voir Fiche technique et Distribution.
Everything But the Truth est un film américain réalisé par Jerry Hopper, sorti en 1956. La plus grande partie de la musique du film est composée par Henry Mancini.

## Fiche technique
- Réalisation : Jerry Hopper
- Scénario : Herb Meadow d'après une histoire de Sheridan Gibney et Stanley Roberts
- Producteur : Howard Christie
- Photographie : Maury Gertsman
- Montage : Sherman Todd
- Musique : Milton Rosen, Irving Gertz, Henry Mancini
- Genre : Comédie[1]
- Production : Universal Pictures
- Distributeur : Universal Pictures
- Durée : 83 minutes
- Date de sortie : 1er décembre 1956

## Distribution
- Maureen O'Hara : Joan Madison
- John Forsythe : Ernie Miller
- Tim Hovey : Willie Taylor
- Frank Faylen : Mac MCmillen
- Les Tremayne : Lawrence "Larry" Everett
- Philip Bourneuf :: Mayor Benjamin 'Ben' Parker
- Jeanette Nolan : Miss Adelaide Dabney
- Paul Birch : Sen. Winter
- Addison Richards : Roger Connolly
- Barry Atwater : Arthur Taylor
- Roxanne Arlen : Blonde in Washroom
- Ray Walker : 	Doctor
- Howard Negley as 	Fred - School Board Chairman
- Dorothy Abbott : Hôtesse
- Philo McCullough : Senateur

## Bande originale
Le compositeur Henry Mancini a composé l'essentiel de la musique du film. Il a en particulier créé un thème récurrent à trois flûtes qui accompagne le jeune héros du film, représentant de façon musicale sa nonchalance.